# Karim El Mourabet
Karim El Mourabet (Arabisch: كريم المرابت) (Orléans, 30 april 1987) is een Frans-Marokkaans voormalig profvoetballer. Hij debuteerde in 2008 in het Marokkaans voetbalelftal.

## Interlandcarrière
El Mourabet maakte op 14 november 2006 zijn debuut in Frankrijk onder 21, in een wedstrijd tegen Zweden. Zijn debuut in het Marokkaans voetbalelftal was op 8 september 2007, tegen Ghana.

## Trivia
- In de winterstop van het seizoen 2010/11 was hij op proef bij N.E.C., maar hij kreeg hier geen contract aangeboden.

1 Costil ·
2 Josse ·
3 Mangani ·
4 El Mourabet ·
5 Thicot ·
6 Ducasse ·
7 Songo'o ·
8 Yahiaoui ·
9 Ménez ·
10 Nasri ·
11 Ben Arfa ·
12 Akakpo ·
13 Apo ·
14 Constant ·
15 Marseille ·
16 Riou ·
17 Cesto ·
18 Benzema ·
Coach: Bergeroo